# Nationaal Museum van Warschau

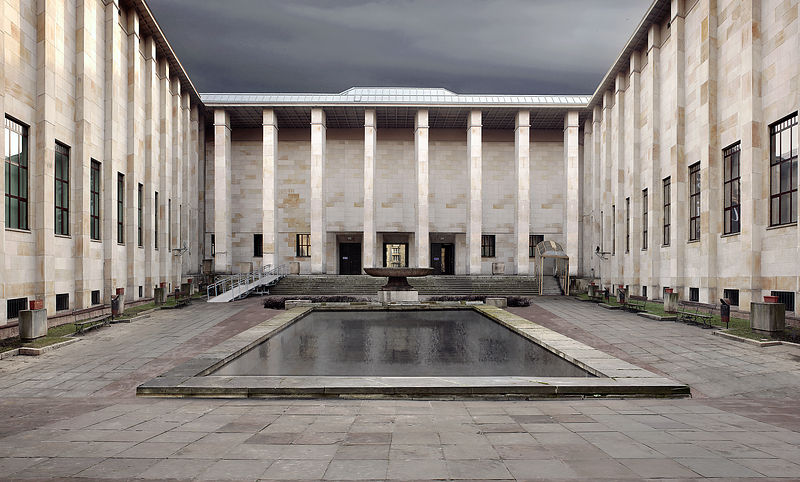
Muzeum Narodowe w Warszawie

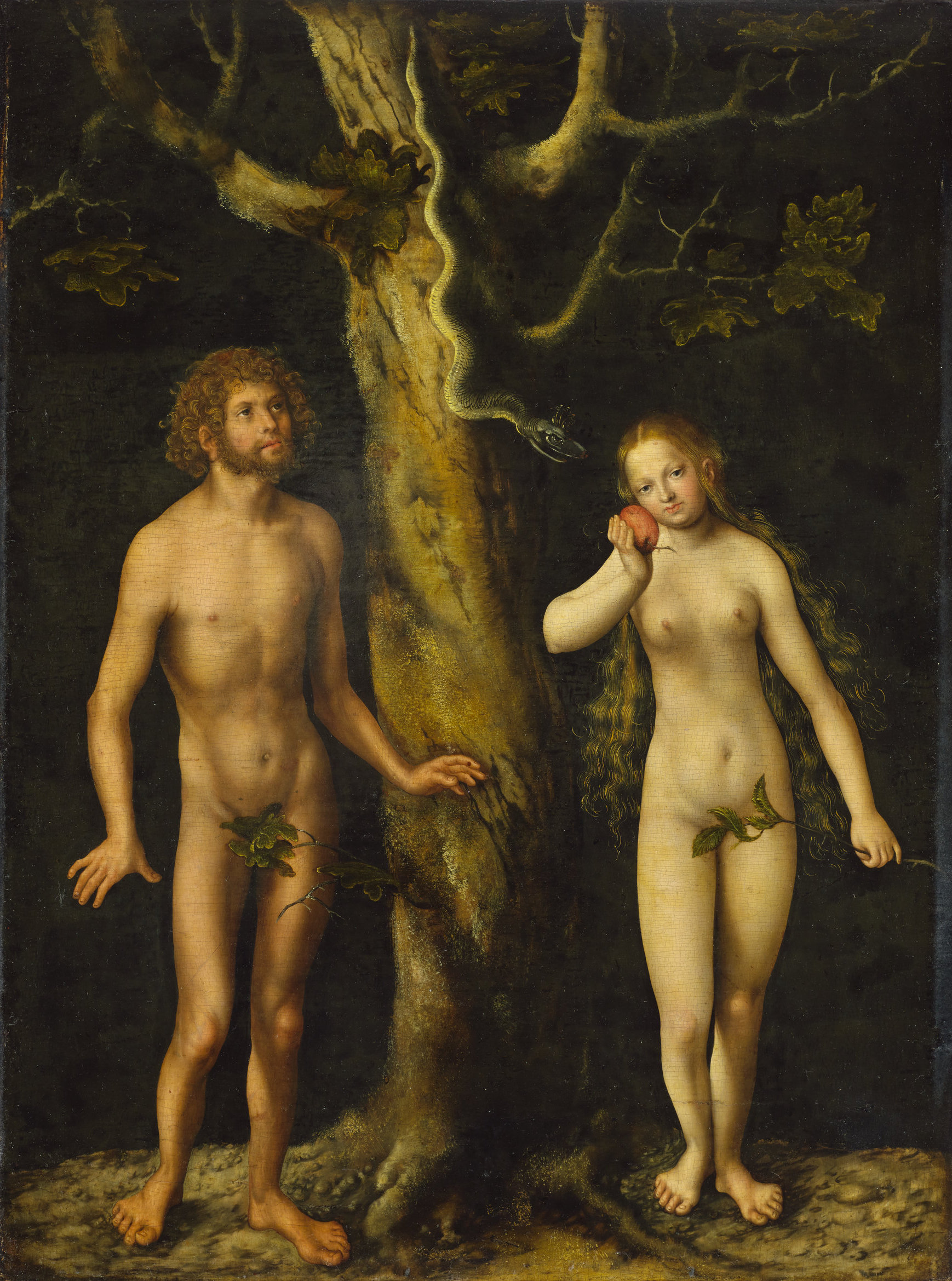
Adam en Eva, Lucas Cranach de Oude

Het Nationaal Museum van Warschau (Muzeum Narodowe w Warszawie) staat in de Poolse hoofdstad Warschau. Het huisvest zowel antieke als moderne collecties en bezit een rijke verzameling Europese schilderkunst.

## Geschiedenis
De geschiedenis van het museum gaat terug tot 20 mei 1862, toen het Museum voor Schone Kunsten van Warschau werd gesticht. De huidige naam kreeg het in 1916, nadat het collecties van diverse andere musea had overgenomen.
Het gebouw aan de Jeruzalemlaan is opgetrokken tussen 1927 en 1938.
Tijdens de Tweede Wereldoorlog werd het gebouw beschadigd en de collectie geplunderd door de Duitse bezetters. Na de oorlog belastte de regering professor Lorentz met het terughalen van de verdwenen werken. Vele konden worden gerecupereerd, maar zo'n 5.000 andere bleven spoorloos.
De collecties van het museum bevatten nu rond 780.000 objecten, waaronder Rembrandts portret van Maerten Soolmans en schilderijen uit Hitlers privécollecties, na de oorlog geschonken door Amerikaanse autoriteiten in Duitsland. 
In 2019 werd een kunstwerk met een banaan etende vrouw wegens onzedelijkheid verwijderd, waarop een menigte demonstranten voor het museum bananen ging eten.

## Collecties

### Antieke collecties

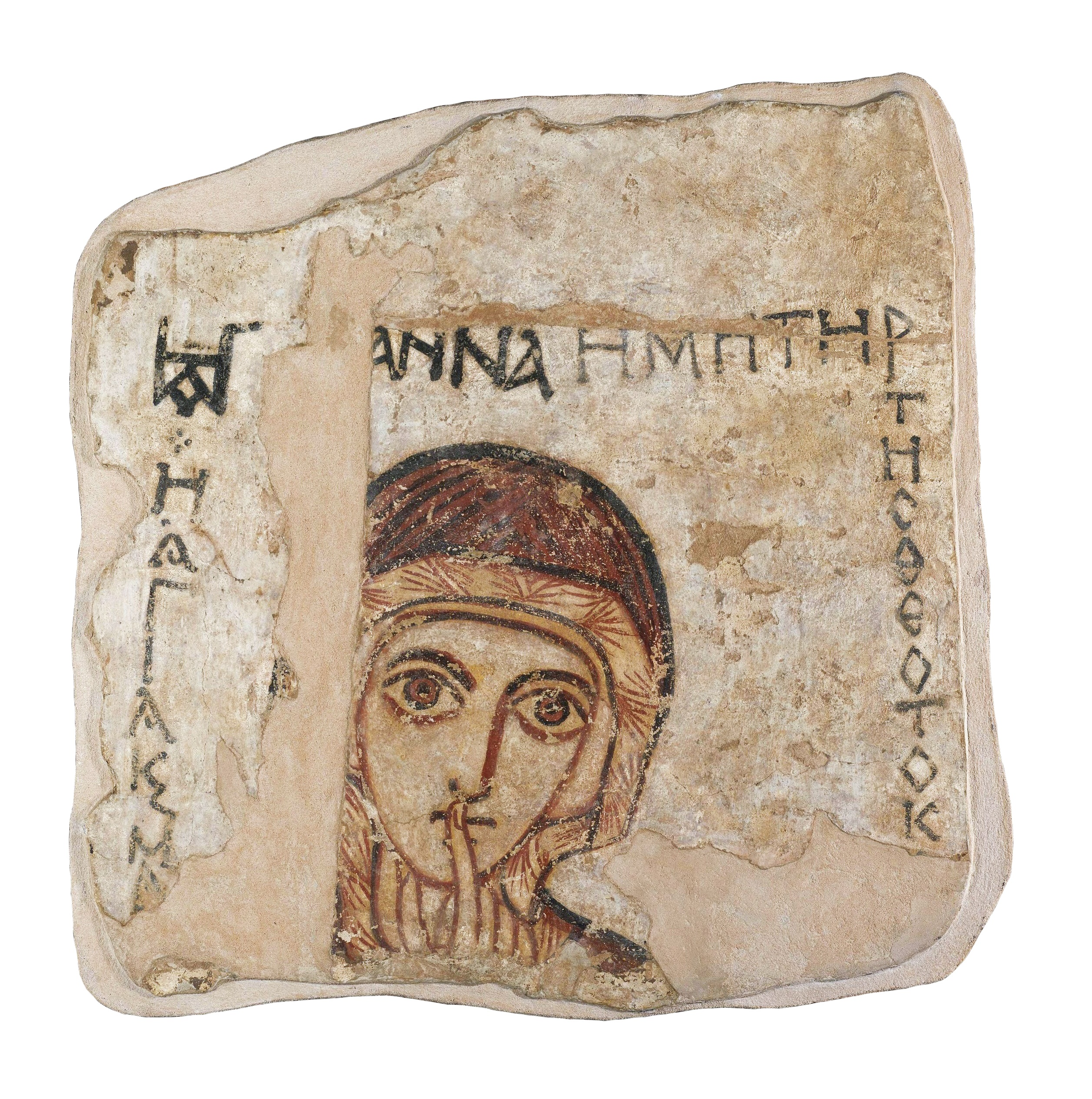
Sinte Anne van Faras
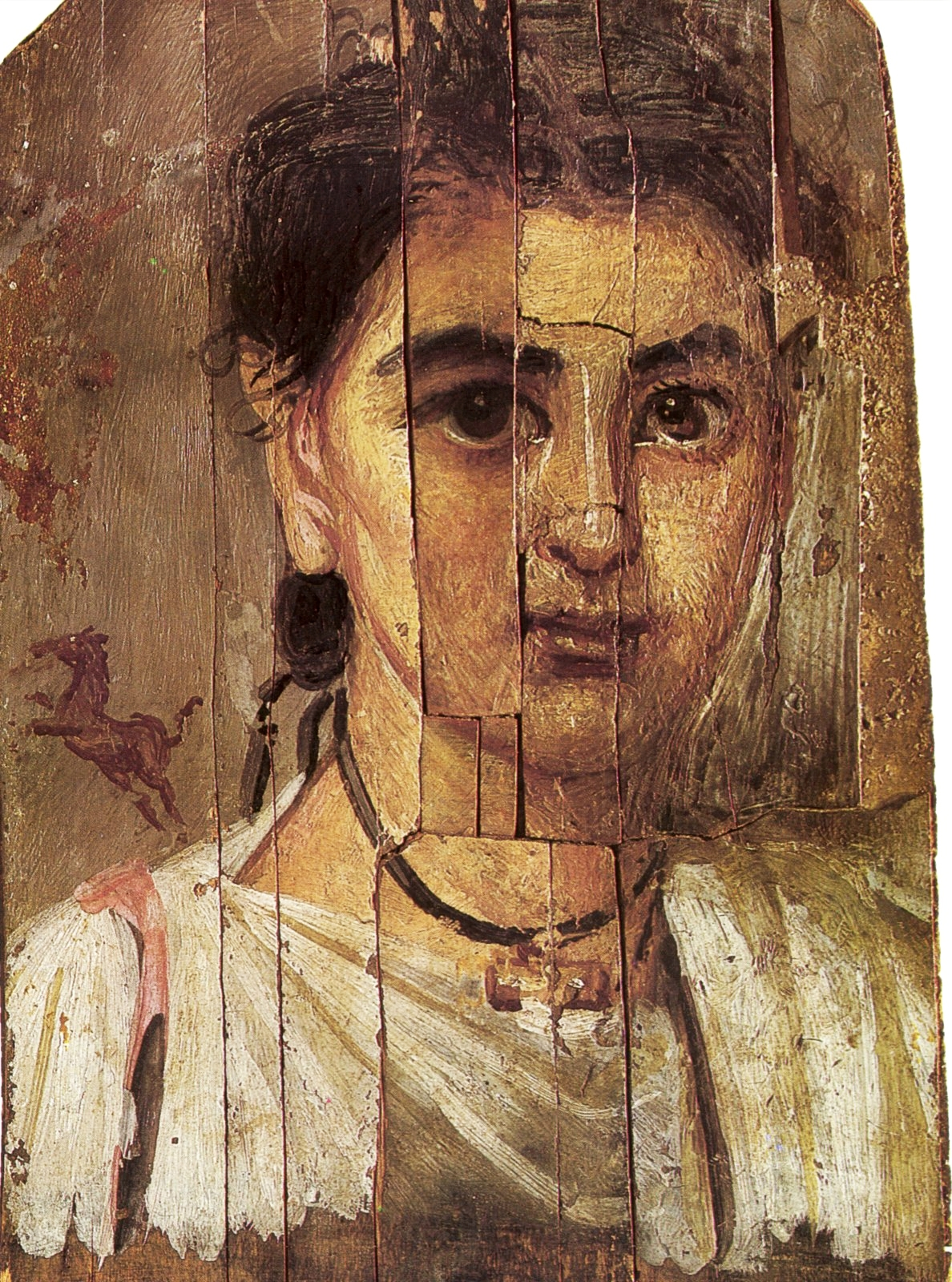
Jongen van Fajoem
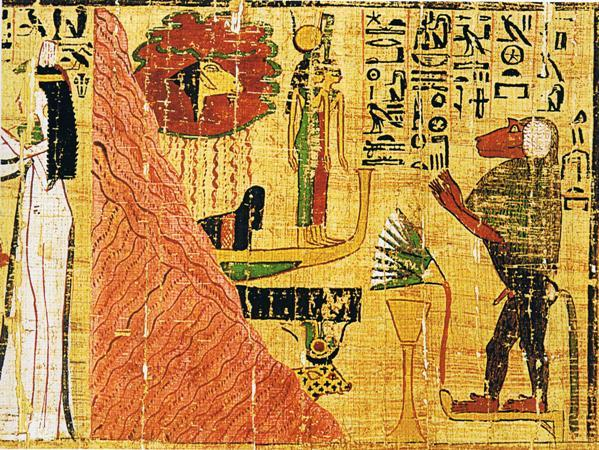
Papyrus van Tahemenmoet

### Galerij van Europese schilderkunst

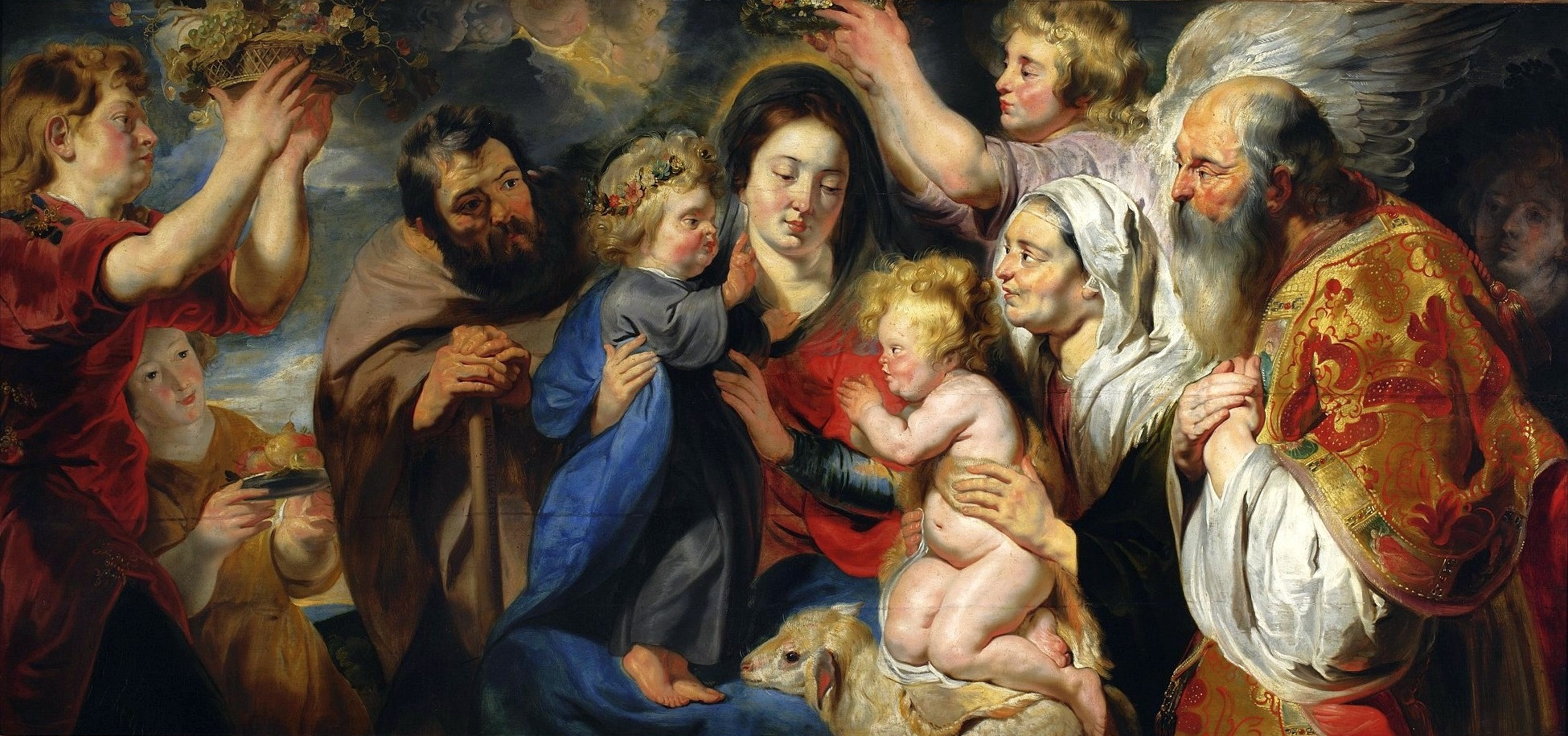
De Heilige Familie met Sint-Jan (Jacob Jordaens)

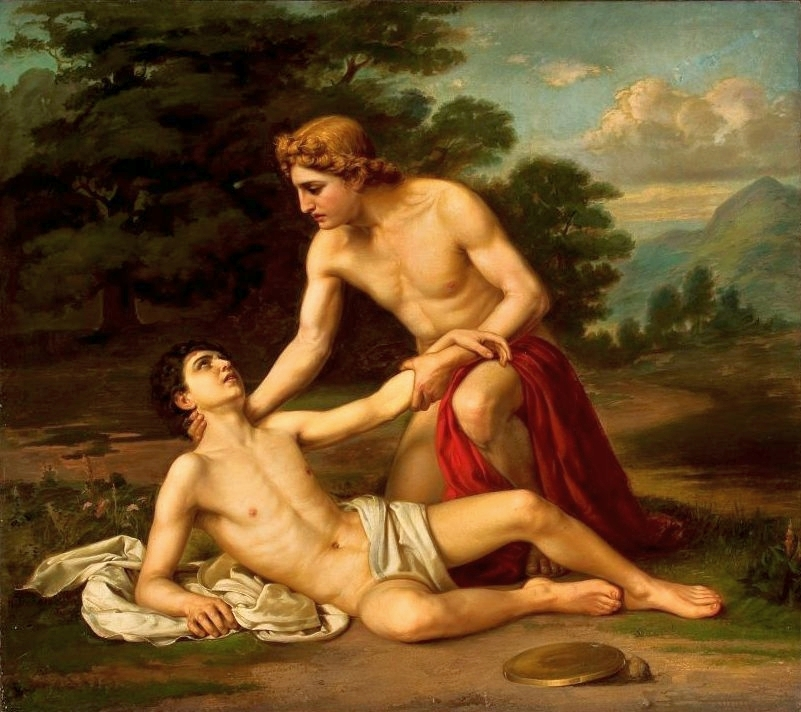
De dood van Hyakinthos (Alexander Kisseliov)

- Sandro Botticelli
- Paris Bordone
- Hendrick ter Brugghen
- Philippe de Champaigne
- Cima da Conegliano
- Lucas Cranach de Oude
- Jacques-Louis David
- Carel Fabritius
- Jean-Baptiste Greuze
- Willem Claesz. Heda
- Jacob Jordaens
- Jan van Kessel (1654-1708)
- Rembrandt van Rijn
- Rubens
- Jan Steen
- Jacopo Tintoretto

### Galerij van Poolse schilderkunst

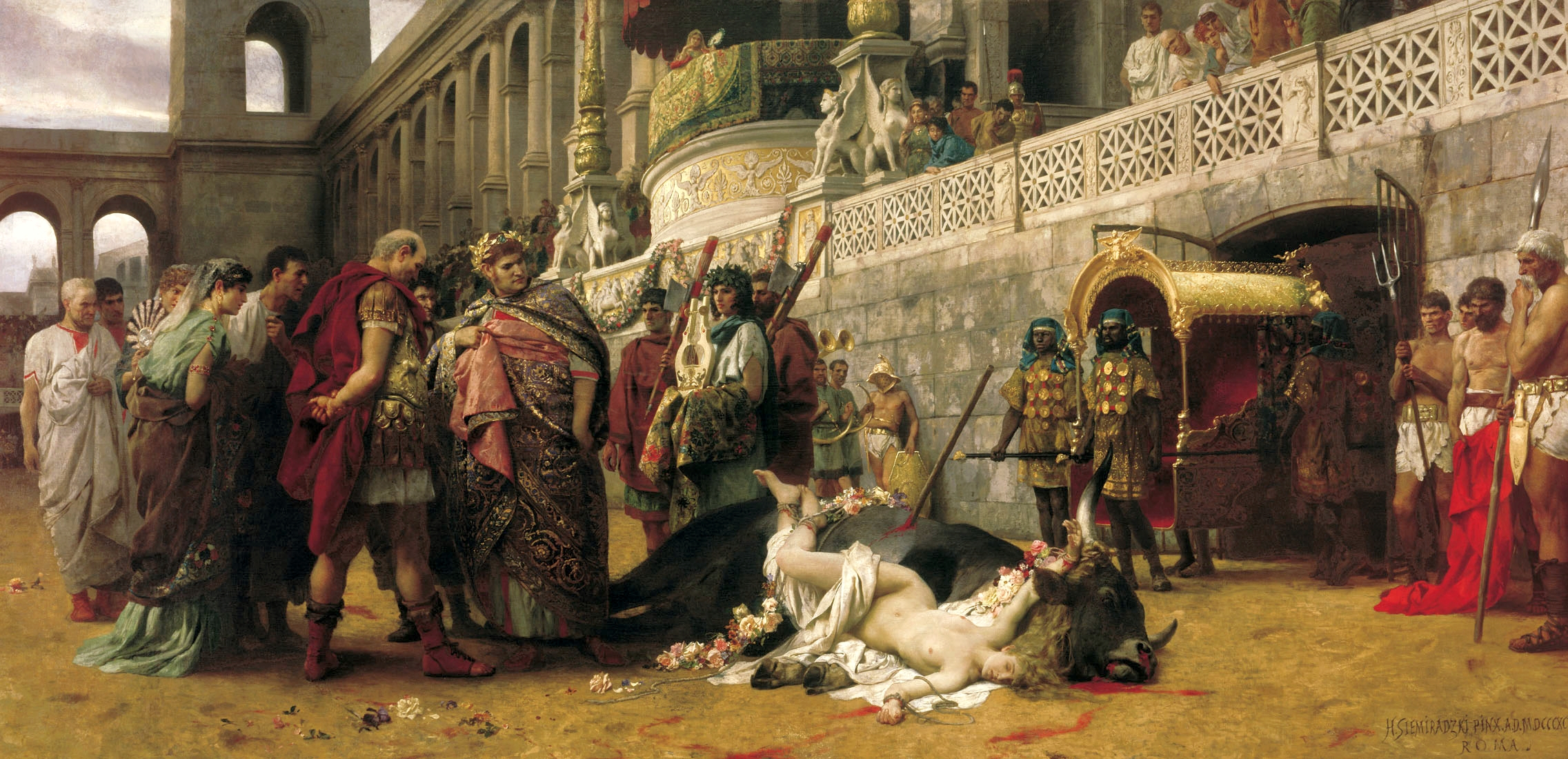
Henryk Siemiradzki, Een christelijke Dircé

- Anna Bilińska
- Jacek Malczewski
- Jan Matejko
- Józef Mehoffer
- Henryk Siemiradzki
- Stanisław Wyspiański

### Beeldhouwkunst

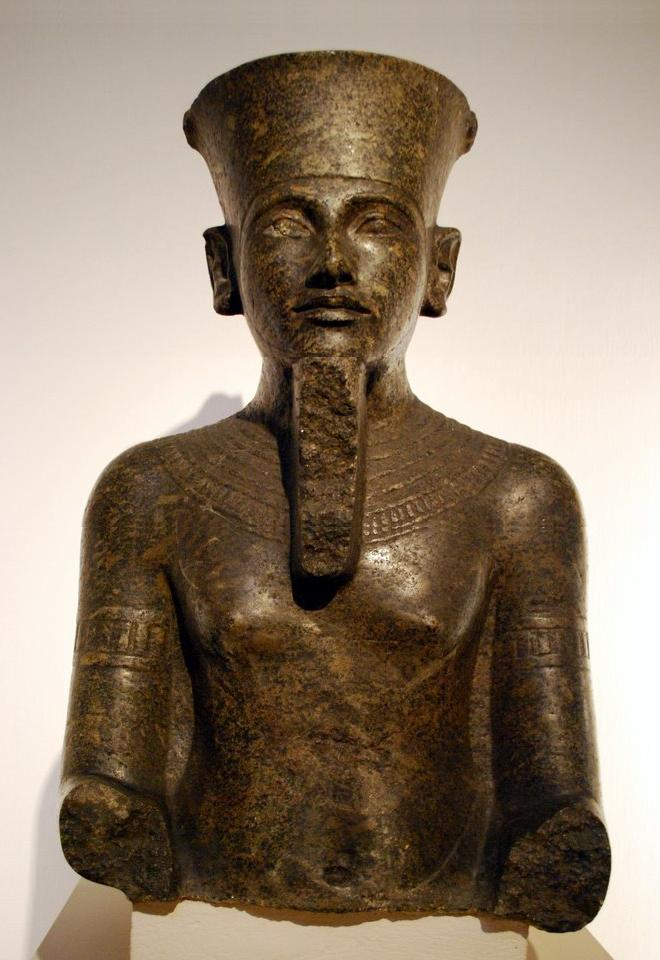
God Amun
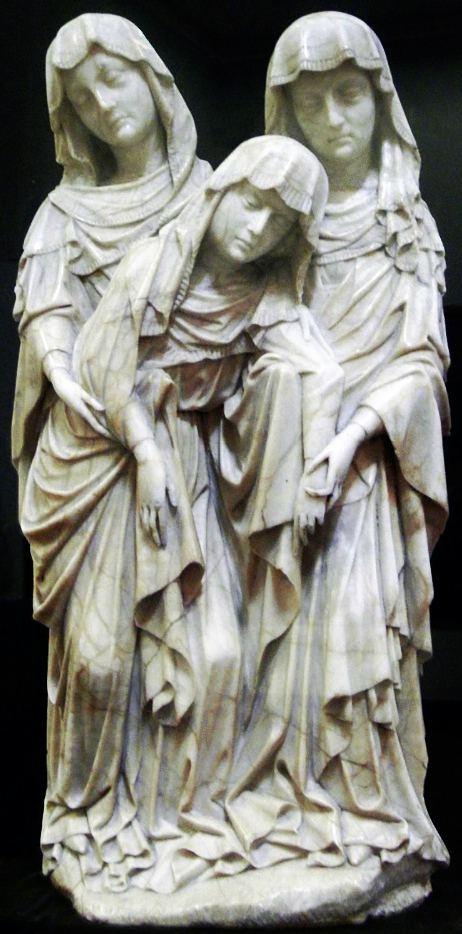
Drie Maria's, Meester van het Rimini-altaar
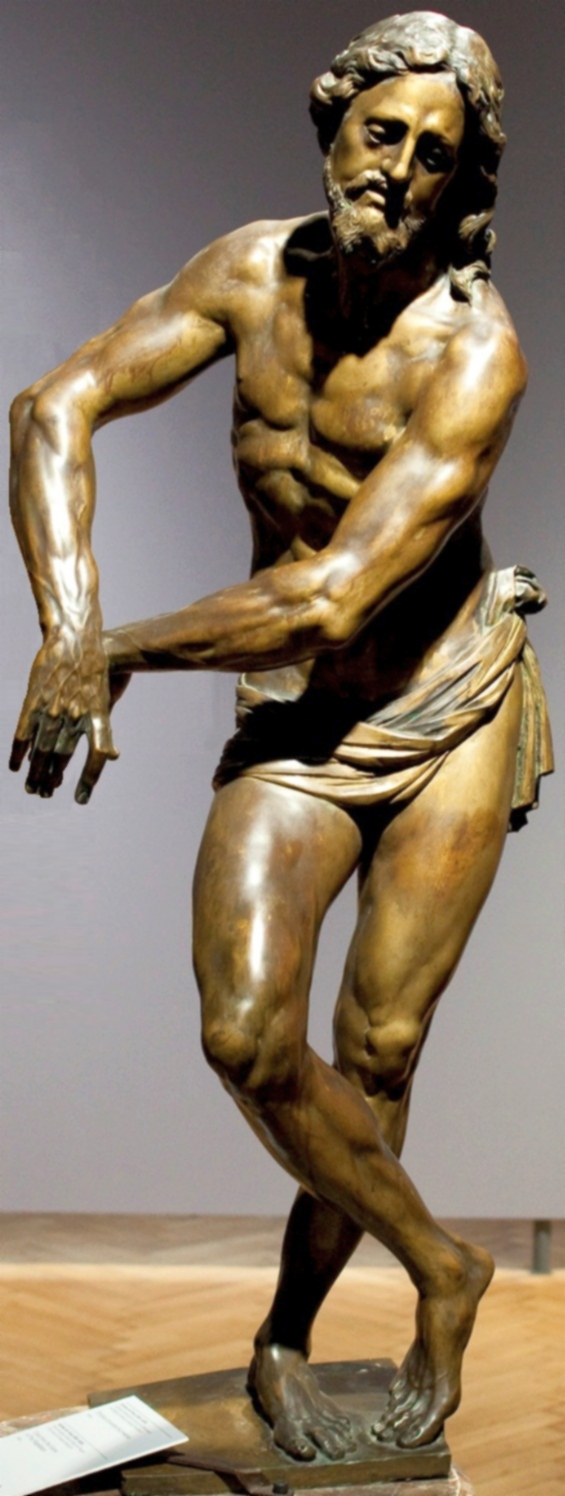
Christus aan de pilaar, Adriaen de Vries
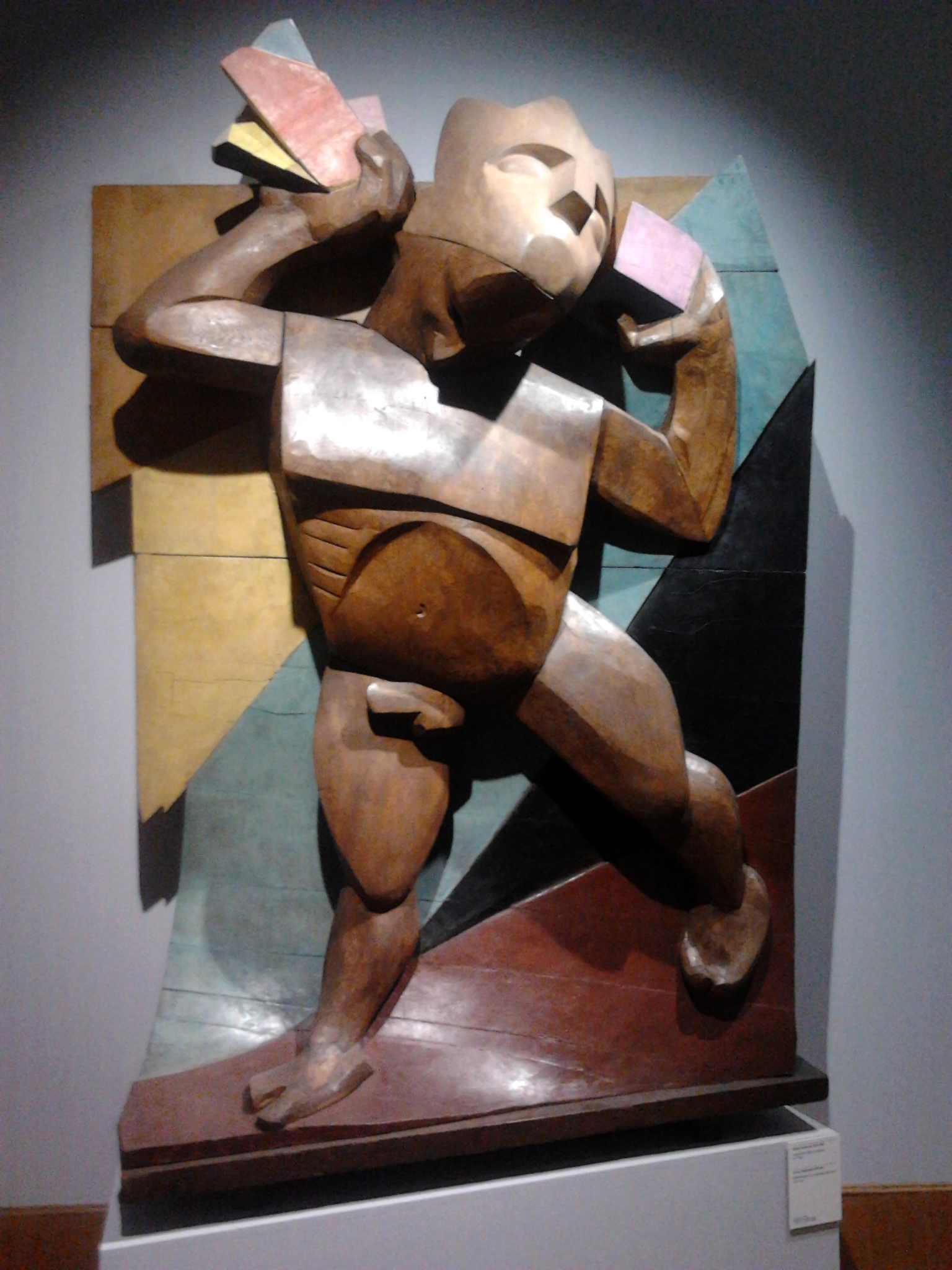
I go towards the sun, Xawery Dunikowski